# André Galerne
André Galerne, né le 1er octobre 1926 à Paris et mort le 6 mai 2008 à Scottsdale (Arizona), est un plongeur français, pionnier dans les travaux sous-marins.

## Biographie
Il poursuit des études à l'École technique d'aéronautique et de construction automobile et découvre en 1943 la plongée sous-marine grâce à un essai du scaphandre Le Prieur dans la piscine des Tourelles.

### Seconde Guerre mondiale
Il rejoint la Croix-Rouge. 
Durant la Seconde Guerre mondiale, André Galerne intègre un réseau qui a pour objectif de faire sauter les batteries de DCA allemandes. Les missions consistaient à créer une diversion, en faisant croire à l'ennemi l'envoi de signaux à des avions. Les Allemands délaissaient les batteries pour aller supprimer ces messages et le groupe attaquait alors la batterie pour la détruire. 
Pour ses actes de résistance, il est arrêté en août 1944, avec son ami Claude Sommer. Au moment d'être fusillé, il part en courant dans les bois avec quelques autres résistants et ils parviennent à s'enfuir. Claude Sommer est tué en revenant prévenir les autres membres du réseau, d'une traîtrise. 

### Le Scoutisme et la plongée
Ancien membre du clan Éclaireurs de France Lapérouse, dirigé par Guy Urgain. Il fonde en 1947 le clan Claude Sommer, qui, dans un premier temps, eut une spécialité, la spéléologie; puis en 1950, le clan choisira la spécialité de plongée sous-marine. 

### La Sogetram
Il crée en 1952 la Société générale des travaux maritimes et fluviaux ou Sogetram. Au début de 1952, il embarque sur la Calypso pour l'exploration de l'épave du Grand Congloué avec son ami Pierre Labat et le Commandant Cousteau.
En 1954, André Galerne, doit réaliser un film pour les grandes Pêcheries de crevettes de la Réfrigéra del Noroeste (Mexique). Gérard Loridon, ancien du clan Claude Sommer et membre de la Sogetram, l'accompagne. Ils seront les premiers plongeurs en mer de Cortès.
En 1962, André Galerne, déménage aux États-Unis, où il est à l'origine et préside un puissant syndicat patronal, l'ADC (Association of Diving Contractors), grâce auquel les premières règles de sécurité pour les scaphandriers sont créées. Il crée aussi la société International Underwater Contractors. En 1980, il obtient un brevet pour un système de transport hyperbare pour les plongeurs blessés ou nécessitant un traitement médical spécial.
Il est chevalier de la Légion d'honneur et a reçu de multiples récompenses dans de nombreux pays et notamment aux États-Unis.

## Distinctions
- Chevalier de la Légion d'honneur